# 스콧 팰만

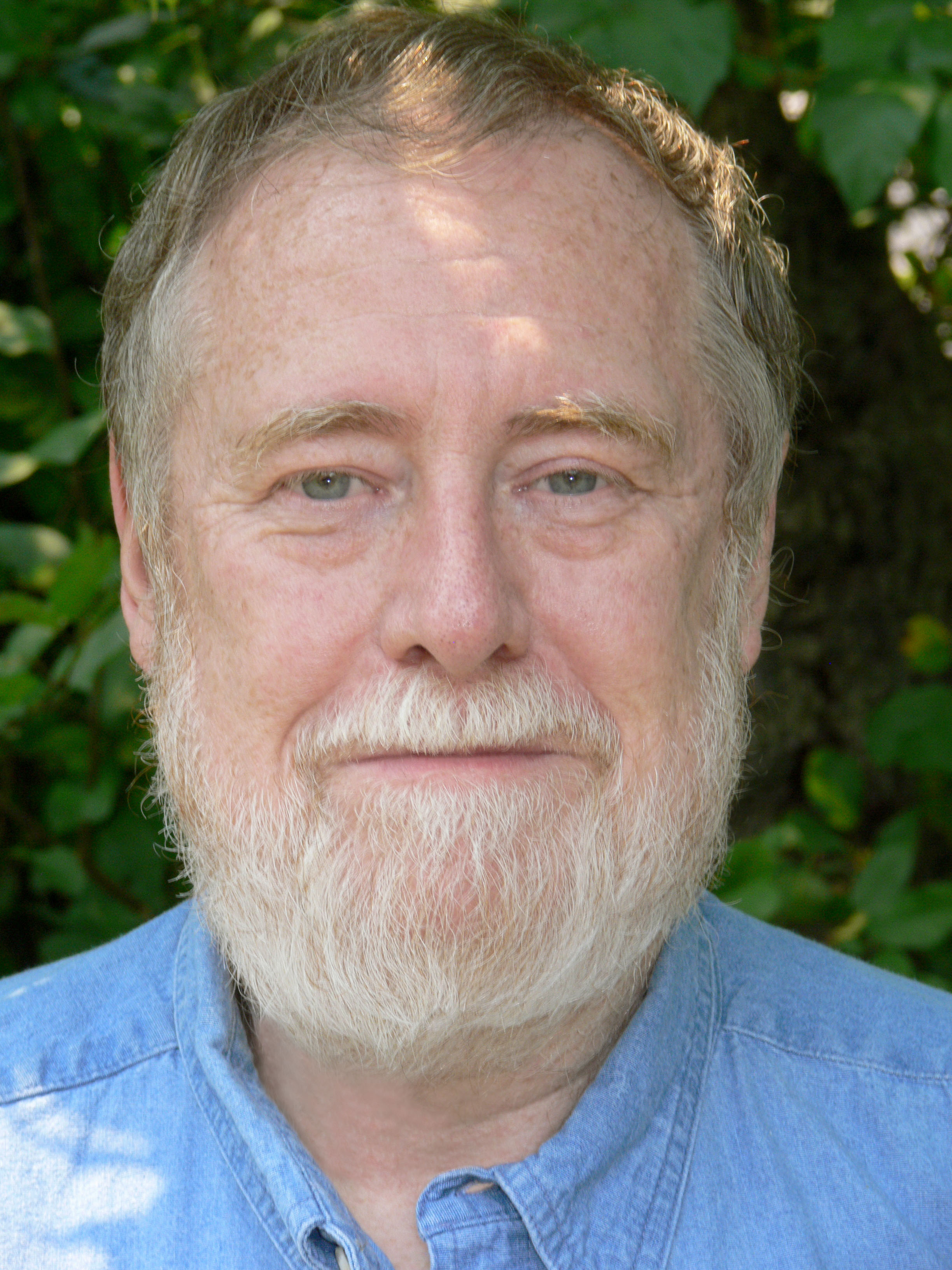
스콧 팰만

스콧 엘리엇 팰만(영어: Scott Elliott Fahlman, 1948년 3월 21일 ~ )은 미국의 카네기 멜론 대학교의 전산학자이다. 최초로 이모티콘을 제안한 것으로 알려져 있다.